# Bagna w Nowej Wsi
Bagna w Nowej Wsi (kod PLH240046) – specjalny obszar ochrony siedlisk sieci Natura 2000, zlokalizowany na terenie województwa śląskiego. Obszar obejmuje powierzchnię 99,07 ha. 
Teren wyznaczony został w celu długotrwałego zabezpieczenia naturalnych siedlisk życia oraz populacji zagrożonych wymarciem gatunków roślin takich jak: lipiennik Loesela Liparis loeselii, sierpowiec błyszczący Drepanocladus (Hamatocaulis) vernicosus.

## Siedliska pod ochroną
- Torfowiska przejściowe i trzęsawiska (przeważnie z roślinnością z Scheuchzerio-Caricetea)[1]
- obniżenia na podłożu torfowym z roślinnością ze związku Rhynchosporion[1]
- górskie i nizinne torfowiska zasadowe o charakterze młak, turzycowisk i mechowisk[1]